# Eunidia guttulata
Eunidia guttulata es una especie de escarabajo longicornio del género Eunidia, subfamilia Lamiinae, tribu Eunidiini. Fue descrita científicamente por Coquerel en 1851.
El período de vuelo ocurre en los meses de enero, abril y noviembre.

## Descripción
Mide 9-13 milímetros de longitud.

## Distribución
Se distribuye por Benín, Madagascar, Malaui, República Centroafricana, República Democrática del Congo, Ruanda, Tanzania y Zimbabue.